# Godefroy de Billy
Godefroy de Billy, né le 7 septembre 1923 à Lévis et mort le 22 novembre 2009 à Québec, est un dentiste et homme politique québécois. 
Il est maire de Chibougamau de 1958 à 1975 et de 1979 à 1981. Il est le père de la journaliste et auteure Hélène de Billy.

## Biographie
Godefroy de Billy naît le 7 septembre 1923 à Lévis. Il est le quatrième enfant de Valmore de Billy, avocat et de Imelda Gosselin. Il est diplômé de la faculté de médecine dentaire de l'Université de Montréal en 1952.
En 1953, il épouse Louise Godbout et s'installe à Saint-Félicien pour pratiquer son métier de dentiste. Le couple a cinq enfants : Hélène, Andrée, Pierre, Geneviève et Isabelle. 
Il déménage à Chibougamau en février 1956 pour exercer sa profession de dentiste,,. Il s'y installe avec sa femme, sa belle-sœur et ses deux enfants. Il est le père de l'auteure et journaliste Hélène de Billy. 
Il est élu maire de Chibougamau en 1958 et le reste jusqu'en 1975,,. Il s'agit du premier maire élu de la ville, son prédécesseur, Jean-Baptiste Laflamme, ayant été nommé par le lieutenant-gouverneur, Gaspard Fauteux,. Le conseil municipal travaille au départ à l'asphaltage des rues, à l'amélioration des services sanitaires ainsi qu'à la mise en place de règlements et d'une taxe foncière,.
Dans les années 1960, il réussit à faire agrandir les frontières de Chibougamau pour obtenir des taxes foncières des compagnies minières à proximité de la ville. 
En 1971, un comité citoyen mené par Godefroy de Billy organise des blocus sur le boulevard Onésime Gagnon (aujourd'hui la route 167) pour réclamer l'asphaltage de la route de gravier,. Le maire déclare une journée de congé civique afin de permettre aux citoyens d'y participer,. 
Il est réélu maire de 1979 à 1981, à la suite d'un mandat de Jean-Paul Lanctôt.
Il est considéré comme étant en grande partie responsable du développement économique de la région. Pendant ses mandats à la mairie, la population passe de 500 à 12 000 habitants et beaucoup de bâtiments publics sont construits (hôtel de ville, hôpital, aréna, écoles, église, etc.).
En 2006, il quitte Chibougamau pour s'installer à Québec. Il meurt le 22 novembre 2009 des suites d'une longue maladie.

## Distinctions
1989 :  Membre de l'Ordre du Canada,.

## Archives
Les archives de Godefroy de Billy sont conservées à la Société d'histoire de la Baie-James. 